# 一之坂信號場

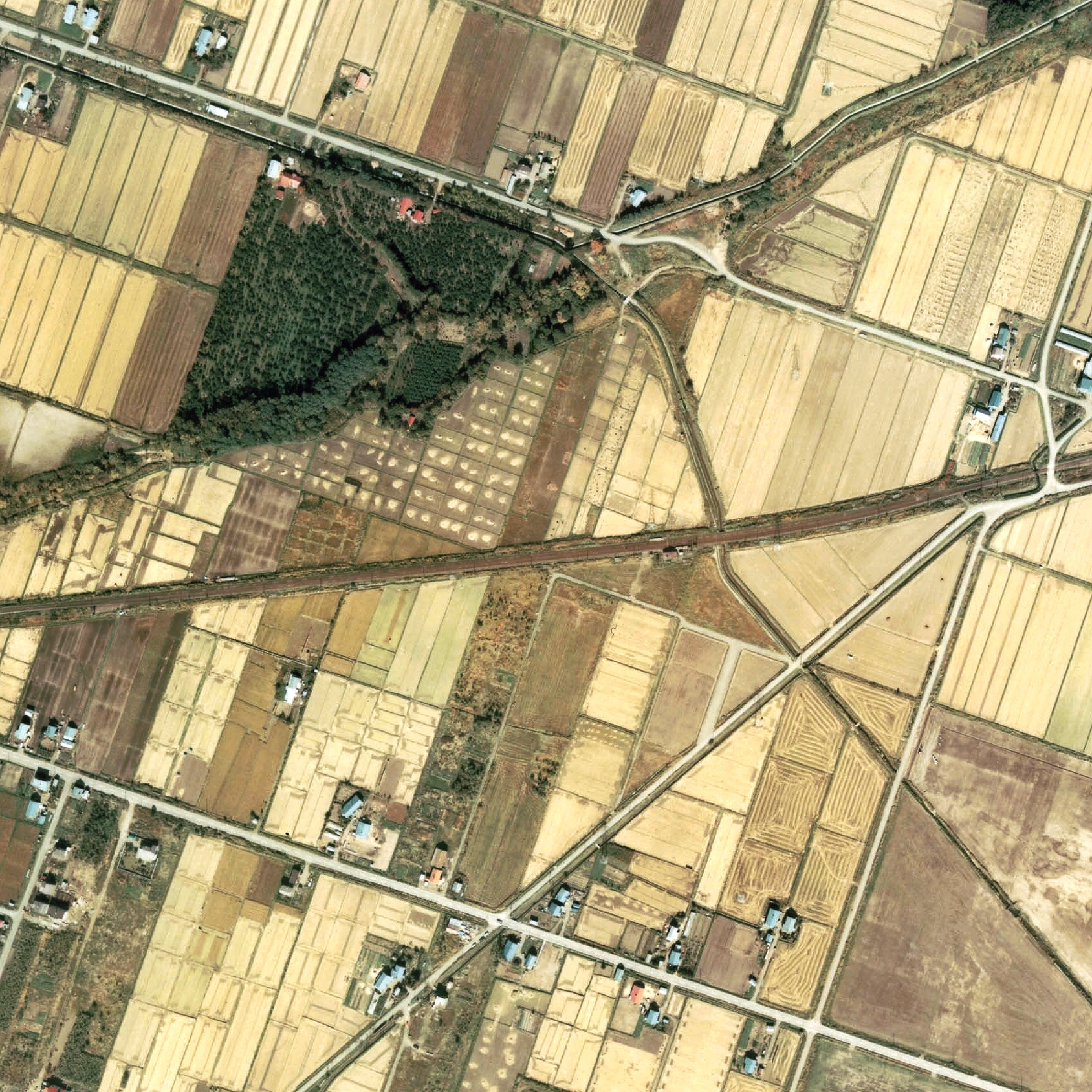
1977年的一之坂信號場和周邊約1公里範圍。右邊是新得方向。

一之坂信號場（日语：／ Ichinosaka Shingō-jō */?）是位於北海道瀧川市東町，日本國有鐵道（國鐵）根室本線的號誌站（廢站）。事務管理碼為▲130411。

## 歷史
- 1961年10月1日：號誌站啟用[1]。
- 1982年10月26日：號誌站被廢除[1]。

### 號誌站名稱的由來
名稱取自所在地的字名。在該處敷設上川道路（現時：國道12號）時，建設單位負責人及其他相關人員均來自山口縣山口市，字名是取自當地鄉里的斜坡。

## 構造
此號誌站是在單線區間中，以讓列車交會而設的號誌站。列車交會的路軌長度為750米以上，並且設有兩線。站內設有平交道和較短的簡單臨時月台（相對式月台，千鳥式月台）。與幌岡信號場相同配線，但是列車交會的路軌長度不一。
此站是設有職員當值的號誌站。

## 周邊
周邊都是瀧川市市郊的農地。

## 相鄰車站
日本國有鐵道（國鐵）
根室本線
瀧川－一之坂信號場－東瀧川

## 相關項目
- 日本號誌站列表（日语：日本の信号場一覧）